# Eurytoma herrerae
Eurytoma herrerae is een vliesvleugelig insect uit de familie Eurytomidae. De wetenschappelijke naam is voor het eerst geldig gepubliceerd in 1902 door Ashmead.